# Nse
Nse est un village de la Région du Littoral du Cameroun, situé dans la commune de Ndom. 

## Population et développement
En 1967, la population de Nse était de 84 habitants, essentiellement des Babimbi du peuple Bassa. La population de Nse était de 201 habitants dont 95 hommes et 106 femmes, lors du recensement de 2005. 